# Heizmannia catesi
Heizmannia catesi är en tvåvingeart som beskrevs av Lien 1968. Heizmannia catesi ingår i släktet Heizmannia och familjen stickmyggor.
Artens utbredningsområde är Taiwan. Inga underarter finns listade i Catalogue of Life.